# Litoria obtusirostris
Espèce
Statut de conservation UICN

 DD  : Données insuffisantes
Litoria obtusirostris est une espèce d'amphibiens de la famille des Pelodryadidae.

## Répartition
Cette espèce est endémique de Nouvelle-Guinée occidentale en Indonésie. Elle se rencontre dans les îles Yapen dans la province de Papouasie.
Elle n'a pas été retrouvée depuis sa description.

## Description
L'holotype mesure 37 mm.

## Publication originale
- Meyer, 1875 "1874" : Übersicht der von mir auf Neu-Guinea und den Inseln Jobi, Mysore und Mafoor im Jahre 1873 gesammelten Amphibien. Monatsberichte der Königlich Preussischen Akademie der Wissenschaften zu Berlin, vol. 1874, p. 128-140 (texte intégral).